# Cuaespinós fumat
El cuaespinós fumat (Synallaxis brachyura) és una espècie d'ocell de la família dels furnàrids (Furnariidae).

## Hàbitat i distribució
Habita els boscos, arbusts i pastures de les terres baixes al vessant del Carib d'Hondures i Nicaragua, ambdues vessants de Costa Rica i Panamà i oest i centre de Colòmbia, oest d'Equador i nord-oest de Perú.